# Höhle von Doolin
Die Höhle von Doolin (englisch Doolin Cave, anglisiert auch Pol an Ionain oder Poll-an-Ionain, irisch Poll an Eidhneáin – dt. „Efeu-Höhle“) ist eine Kalksteinhöhle in der Nähe von Doolin am Westrand des Burren im County Clare, in Irland. Die Höhle wurde 1952 von J. M. Dickenson und Brian M. Varley entdeckt.
Besonderheit der Höhle ist der „Große Stalaktit“. Es handelt sich um den längsten frei hängenden Stalaktiten in Europa, der 7,3 m lang sein soll. Es werden auch 11,0 m, 6,54 m und 6,2 m und angegeben.

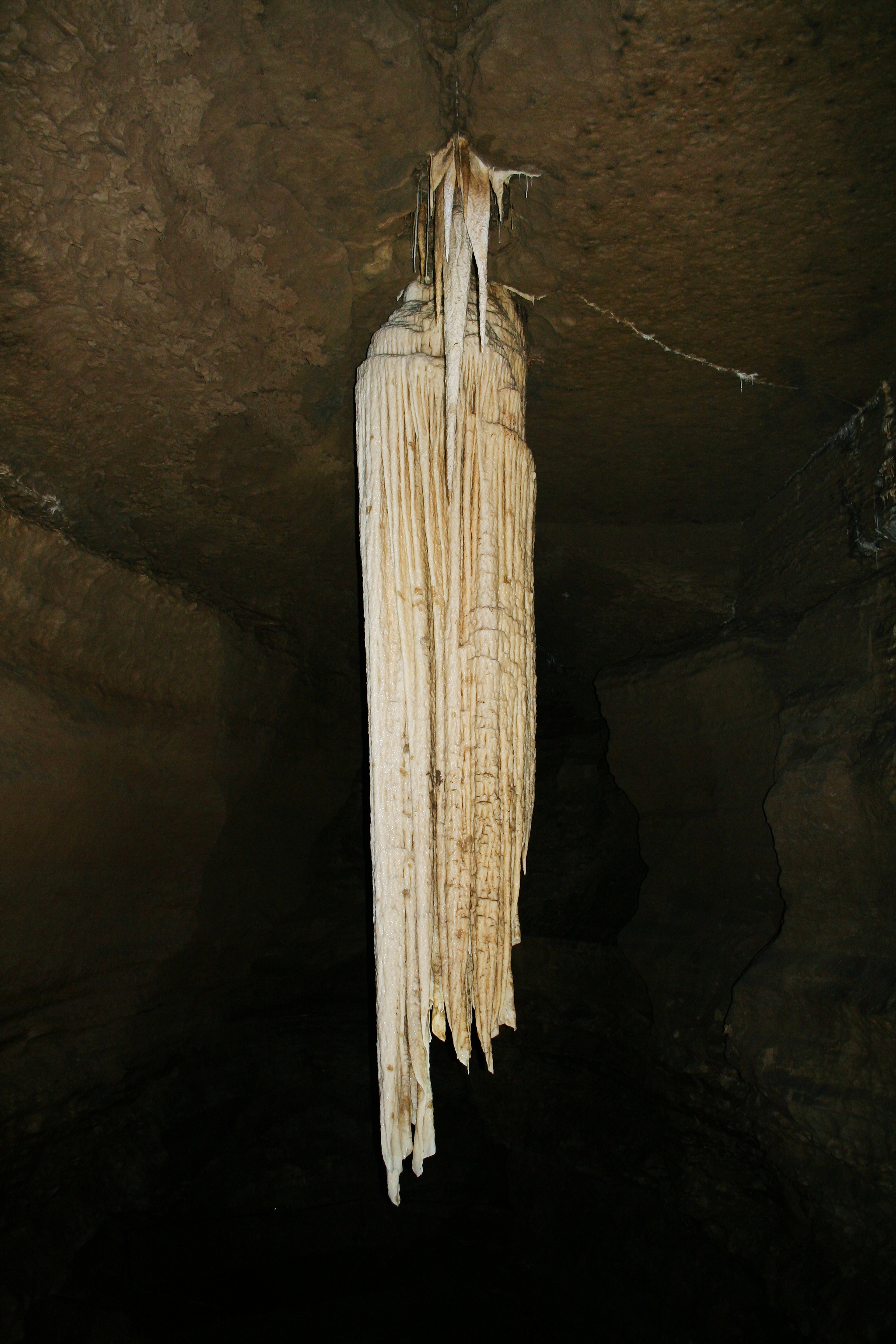
Der große Stalaktit

1990 wurde das Land, auf dem sich die Höhle befindet, an John und Helen Browne verkauft, die die Höhle, die nur durch einen engen Schacht zu erreichen war, der Öffentlichkeit als Schauhöhle zugänglich machen wollten. Dies provozierte eine Reaktion der Speleological Union of Ireland, die befürchtete, dass der etwa 30,0 Meter lange Schacht, der gesprengt werden müsse, um Zugang zur Höhle zu erhalten, den Stalaktiten beschädigen würde. Nach Gerichtsverfahren und der Erschließung wurde die Höhle 2006 als Schauhöhle unter der Bedingung, dass vor Ort kein Besucherzentrum errichtet und die Besucherzahl beschränkt wurde, für die Öffentlichkeit geöffnet. Für die Zugangserweiterung waren keine Sprengungen erlaubt.